# Tanja Paar
Tanja Paar (* 15. Oktober 1970 in Graz) ist eine österreichische Journalistin und Schriftstellerin.

## Leben
Tanja Paar wuchs in Graz auf, wo sie auch ihre Schulausbildung absolvierte. 1989 begann sie ihr Studium der Germanistik, Geschichte und Philosophie an der Karl-Franzens-Universität Graz, ab demselben Jahr arbeitete sie als freie Mitarbeiterin bei der Tageszeitung Neue Zeit. 1993 wechselte sie an die Universität Wien und begann ihre freie Mitarbeit im Kulturressort der Wiener Stadtzeitung Falter. Nach einem Auslandsjahr in der Schweiz an der Université de Lausanne schloss sie ihr Diplomstudium ab.
1998/99 absolvierte sie den „Redaktionslehrgang Magazinjournalismus“ beim Nachrichtenmagazin Profil. Noch im selben Jahr wechselte sie zur Tageszeitung Der Standard, wo sie bis 2013 als Redakteurin tätig war. Seit 2014 arbeitet sie als freie Autorin und Schriftstellerin. Im Februar 2018 erschien ihr Romandebüt Die Unversehrten, das im April und Mai 2018 auf der ORF-Bestenliste gereiht wurde. Das Buch wurde in Österreich und Deutschland in zahlreichen Medien rezensiert. Im Herbst 2020 erschien ihr zweiter Roman, Die zitternde Welt.
Tanja Paar ist Mitglied der Grazer Autorinnen Autorenversammlung.

## Auszeichnungen
- 2011: Journalistin des Jahres:[6] Sonderpreis gemeinsam mit Mirjam Harmtodt für die Zusammenarbeit Print/Online
- 2015: Medienlöwin:[7] gemeinsam mit Beate Hausbichler für die Serie Große Töchter
- 2016: Arbeitsstipendium des BKA Kunst und Kultur und achensee.literatour Stipendium, für den Roman Die Unversehrten
- 2021: Robert-Gernhardt-Preis für ihr Romanprojekt Der Ziegenzirkus
- 2021: Dramatik-Stipendium der Stadt Wien für "Neumeyer gegen die Republik", Posse in drei Akten mit einem gerichtlichen Nachspiel
- 2023: Elias-Canetti-Stipendium[8]
- 2024: Literatur:im:süden Preisträgerin 2024 (gemeinsam mit Stephan Roiss)

## Publikationen
- Wandobjekt mit Journalismus und Medien. fjum_forum journalismus und medien wien, Wien 2014, ISBN 978-3-200-03641-3.[9]
- Die Unversehrten. Roman. Haymon Verlag, Innsbruck 2018, ISBN 978-3-7099-3416-6.
- Die zitternde Welt. Roman. Haymon Verlag, Innsbruck 2020, ISBN 978-3-7099-8112-2.